# M/S Ston
M/S Ston är en färja som ägs av det kroatiska företaget Jadrolinija. Trafikerar linjen Makarska-Sumartin. Ston byggdes 1997 i Split och tar 150 passagerare och 35 bilar.